# Jivotnovod
Jivotnovod - Животновод (rus) és un possiólok del krai de Krasnodar, a Rússia. És a 15 km al sud de Novopokróvskaia i a 158 km al nord-est de Krasnodar.
Pertany al possiólok de Novopokrovski.